# Eulophia rara
Eulophia rara är en orkidéart som beskrevs av Rudolf Schlechter. Eulophia rara ingår i släktet Eulophia och familjen orkidéer. Inga underarter finns listade i Catalogue of Life.